# 루이지 라디체
루이지 "지지" 라디체(이탈리아어: Luigi Radice luˈiːdʒi ˈdʒiːdʒi raˈdiːtʃe[*]; 1935년 1월 15일, 롬바르디아 주 체사노 마데르노 ~ 2018년 12월 7일, 피에몬테 주 토리노)는 이탈리아의 전 축구 선수이자 감독이었다.
강인하고, 끈질기며, 꾸준한 수비수로, 그는 주로 측면 수비를 맡았다. 감독 시절, 그는 "중원"(Zona mista) 전법을 도입해 "압박하는" 지역 방어 체계를 소속 구단에 심으려 했다.

## 클럽 경력
라디체는 밀란, 트리에스티나, 그리고 파도바와 같은 세리에 A 명가에서 활약했다. 본래 밀란 유소년부 출신이었던 그는 1군 지위 확보에 어려움을 겪었다. 그는 1956년 3월 25일에 밀란 신고식을 0-0으로 비긴 S.P.A.L. 원정에서 첫선을 보였다. 그는 처음 3시즌 동안 구단과 동행하며 단 19경기만을 출전했고, 밀란은 1956-57, 1958-59 우승을 거두었다. 그는 이후 트리에스티나와 파도바에서 더 많은 경험을 쌓았고, 지지자들의 지지를 받고서는 밀라노에 복귀했다. 그는 2년차에 밀란의 1961-62 시즌 우승을 도왔고, 그 이듬해에는 유러피언컵도 들어올렸다. 그러나 무릎 중상을 당하면서 현역 생활을 짧게 끝났는데, 1565년에 은퇴한 그는 밀란의 95경기에 출전했는데, 이 중 75경기는 세리에 A 경기로 밀란에서 현역 기간에 1골을 넣는데 성공했다.

## 국가대표팀 경력
라디체는 1962년 월드컵에서 이탈리아를 대표로 참가했고, 대회의 2경기에 출전했지만, 이탈리아의 첫 라운드 탈락을 막지 못했다. 그는 이탈리아를 대표로 1961년부터 1963년까지 9채를 지었다.

## 감독 경력
라디체는 세리에 C A조로서 몬차를 시작으로 지도자로서 첫 발을 디뎠다. 그는 1966년부터 1971년까지 근무했는데, 그 중간에 1년 트레비소로 1968-69 시즌에 머물렀다. 그는 트레비소에서의 실험 끝에 체세나로 둥지를 옮겼고, 1972-73 시즌 이래 첫 세리에 A 승격을 이루어냈으며, [[세리에 A 1972-73 시즌 첫 출세 이후의 일이었다. 그는 그 다음 시즌 피오렌티나를 상대로 감독 첫 경기를 치렀다.
칼리아리에서 1975년을 잠깐 보낸 라디체는 토리노로 이적해 수페르가 비행기 참사 이래 처음이자 유일한 작은 방패를 1975-76 시즌 끝에 획득했다. 라디체는 그 해 황금 파종자상(Seminatore d'Oro)를 획득해 세리에 A 최우수 감독임을 증명했다.
1979년 4월 17일, 그는 피오리의 아우토스트라다에서 교통사고를 당했는데 이 과정에서 또다른 축구 선수 파올로 바리슨이 세상을 떴다. 라디체도 중상을 당해 임페리아에 입원했고, 56세의 남성도 사고로 목숨을 잃었다. 1979-80 시즌의 1980년 2월, 그는 토리노를 떠났다.
1980-81 시즌, 라디체는 볼로냐의 지휘봉을 잡아 토토네로 스캔들로 시즌 초에 승점 5점이 삭감되기도 했지만 7위의 준수한 성적을 거두었다. 그는 1981-82 시즌에 밀란을 지도했지만, 시즌 도중에 이탈로 갈비아티에게 자리를 내주었고, 적흑군단(Rossoneri)은 시즌 끝에 강등당했다.
1983년, 그는 엔리코 카투치를 대신해 세리에 B의 SSC 바리\바리 감독이 되었고, 수탉 군단(Galletti)을 이끌고 남은 13경기를 지휘했다. 다음 행선지는 인테르나치오날레였는데, 1983-84 시즌을 보내고 1984-85 시즌에 토리노로 복귀했다. 그는 1년차에 준우승을 거두었다.
1989년, 그는 토리노를 떠나 로마와 볼로냐를 거쳤다. 1992-93 시즌, 피오렌티나는 라디체와 계약했다. 피오렌티나는 시즌 초를 산뜻하게 끊어 해가 바뀔 무렵에 2위에 올랐고, 처음 13경기에서 15점을 올렸다. 그러나, 시즌 도중에 비토리오 체키 고리 회장과 불화로 지휘봉을 내려놓았고, 피오렌티나의 순위는 수직하락했다. 피오렌티나는 이후 남은 21번의 경기에서 15점을 추가하는데 그쳐 리그를 16위로 마무리했다. 그 결과 피렌체 연고 구단은 세리에 B로 강등되었다.
라디체는 이후 1993-94 시즌에 칼리아리로 복귀했고, 1995년에는 제노아를 맡았다. 그는 처음 감독을 맡았던 몬차를 끝으로 감독으로서 은퇴했는데, 그는 1996-97 시즌에 세리에 B 승격을 이룩했다.

## 사생활
2015년 4월 26일, 라디체의 아들이 자신의 부친은 알츠하이버병을 앓고 있다고 밝혔다. 라디체는 2018년 12월 7일에 영면에 들었다.

## 수상

### 선수
밀란
- 세리에 A: 1956–57, 1958–59, 1961–62
- 유러피언컵: 1962–63

### 감독
토리노
- 세리에 A: 1975–76

몬차
- 세리에 C (A조): 1966–67

### 개인
- 황금 파종자상: 1975–76[2]
- 밀란 명예의 전당[1]
- 토리노 FC 명예의 전당: 2014[14]
- 이탈리아 축구 명예의 전당: 2019[15]